# Khorūm
Khorūm (persiska: خروم) är ett samhälle i Iran.   Det ligger i provinsen Gilan, i den nordvästra delen av landet, 280 km nordväst om huvudstaden Teheran. Khorūm ligger 430 meter över havet och antalet invånare är 109.
Terrängen runt Khorūm är bergig åt sydväst, men åt nordost är den kuperad.Runt Khorūm är det ganska tätbefolkat, med 134 invånare per kvadratkilometer. Närmaste större samhälle är Māsāl, 11,2 km nordost om Khorūm. I omgivningarna runt Khorūm växer i huvudsak blandskog.